# Distretto di Maków
Il distretto di Maków (in polacco powiat makowski) è un distretto polacco appartenente al voivodato della Masovia.

## Geografia antropica

### Suddivisioni amministrative
Il distretto comprende 10 comuni.
- Comuni urbani: Maków Mazowiecki
- Comuni urbano-rurali: Różan
- Comuni rurali: Czerwonka, Karniewo, Krasnosielc, Młynarze, Płoniawy-Bramura, Rzewnie, Sypniewo, Szelków